# Torre del Sol (Mont-roig del Camp)
La Torre del Sol és una torre de telegrafia òptica situada dins del camping del mateix nom, a Miami Platja, municipi de Mont-roig del Camp (Baix Camp). Formava part de la línia de telegrafia òptica civil de Madrid a La Jonquera, essent la torre anterior la torre de l'Hospitalet de l'Infant, i la següent la torre de l'Ermita, a Cambrils. La seva conservació és excel·lent, si bé se li han afegit uns merlets que desvirtuen l'aspecte inicial.
Ha rebut diferents noms: en el mapa de José Maria Mathé (1872) s'anomenava Torre Milamar, segurament com a al·lusió a les pròximes ruïnes de Miramar; al Diccionario universal del derecho español constituido, de Patricio de la Escosura (1853), apareix com a Torre Mas de Mode, que no coincideix amb cap altre document; Català i Roca, a Els castells catalans (1973), l'anomena Torre de la Porquerola, per estar situada prop de la punta de la Porquerola. Al llibre La telegrafia òptica a Catalunya de Len i Perarnau (2004) se l'anomena erròniament Torre dels Penyals, que era una torre de guaita construïda el 1574 en un penyal de Miami Platja, i destruïda per l'armada anglesa el 1813, i que al segle XX se'n va construir una de nova.